# Матиа, Жорж Амедей Сен-Клер
Жорж Амедей Сен-Клер Матиа́ (фр. Georges Amédée Saint-Clair Mathias; 14 октября 1826, Париж — 14 октября 1910, Париж) — французский пианист, композитор и музыкальный педагог.

## Биография
По происхождению — сын немца и польки, родился в Париже. Сначала игре на фортепиано учила мать, затем брал уроки у Ф. Калькбреннера и Ф.Шопена (у последнего учился пять лет, 1838—1843). В 16 лет поступил в Парижскую консерваторию, где был освобождён от курса фортепиано, как «достаточно знающий этот инструмент», в этом возрасте выступал с концертами как сложившийся пианист-виртуоз, имел репутацию почти вундеркинда. В консерватории учился у Франсуа Базена (гармония), Огюста Барберо (композиция) Огюстена Савара, Фроманталя Галеви (фуга), окончил курс в 1848 году с получением Второй Римской Премии (совместно с Августом Базилем). По возвращении с Виллы Медичи активно концертировал и одновременно сочинял музыкальные произведения.
Главным образом Жорж Матиа был известен как один из немногочисленных (фактически, один из двоих активно концертирующих и преподающих) учеников Шопена, хотя исполнительский стиль Матиа не был чисто шопеновским.
В течение 25 лет (с небольшим перерывом во время войны и блокады Парижа) с 1862 по 1887 год Жорж Матиа преподавал в Парижской консерватории, вёл класс фортепиано для старших курсов, учил, прежде всего, иностранных студентов. К нему приезжали со всего мира желающие учиться у шопеновского ученика. В свою очередь, учениками Матиа в Парижской консерватории были Альберто Вильямс, Тереза Карреньо, Рауль Пюньо, Изидор Филипп, Поль Дюка, Эрик Сати, Камиль Эрланже, Камиль Шевийяр, Эрнест Шеллинг. Наряду с Карлом Микули Матиа был главным звеном в передаче традиции шопеновского пианизма. После 1887 года перестал преподавать в консерватории, занимаясь только сочинением музыки и давал частные уроки.
Вместе с тем, когда перечисляют учеников, вышедших из фортепианного класса профессора Жоржа Матиа, чаще всего придерживаются формального принципа. К примеру, часто упоминаемый в этом контексте Поль Дюка, хотя и посещал уроки, однако пишет об этом времени как о потерянном. В класс Матиа он поступил только по желанию своего отца, и никакой особой пользы для себя не вынес, угнетённый школярской обстановкой, отсутствием индивидуального похода к ученикам и запретом участвовать в конкурсах. Ещё больше разочарования в музыке доставило пребывание в классе Матиа Эрику Сати, которому профессор дал характеристику как пианисту «полный ноль», посоветовал не тратить зря время на фортепиано и «заняться исключительно композицией». Как писал сам Сати, такие уроки «скоро заставили меня ненавидеть ваше грубое и неживое Искусство, которое вы преподаёте».
В 1864 году Жорж Матиа как пианист принял участие в первом исполнении Маленькой торжественной мессы Джоакино Россини, а в 1881 году уже в качестве композитора — получил премию Россини. Двенадцатью годами ранее Матиа получил также премию Шартье за камерные сочинения.

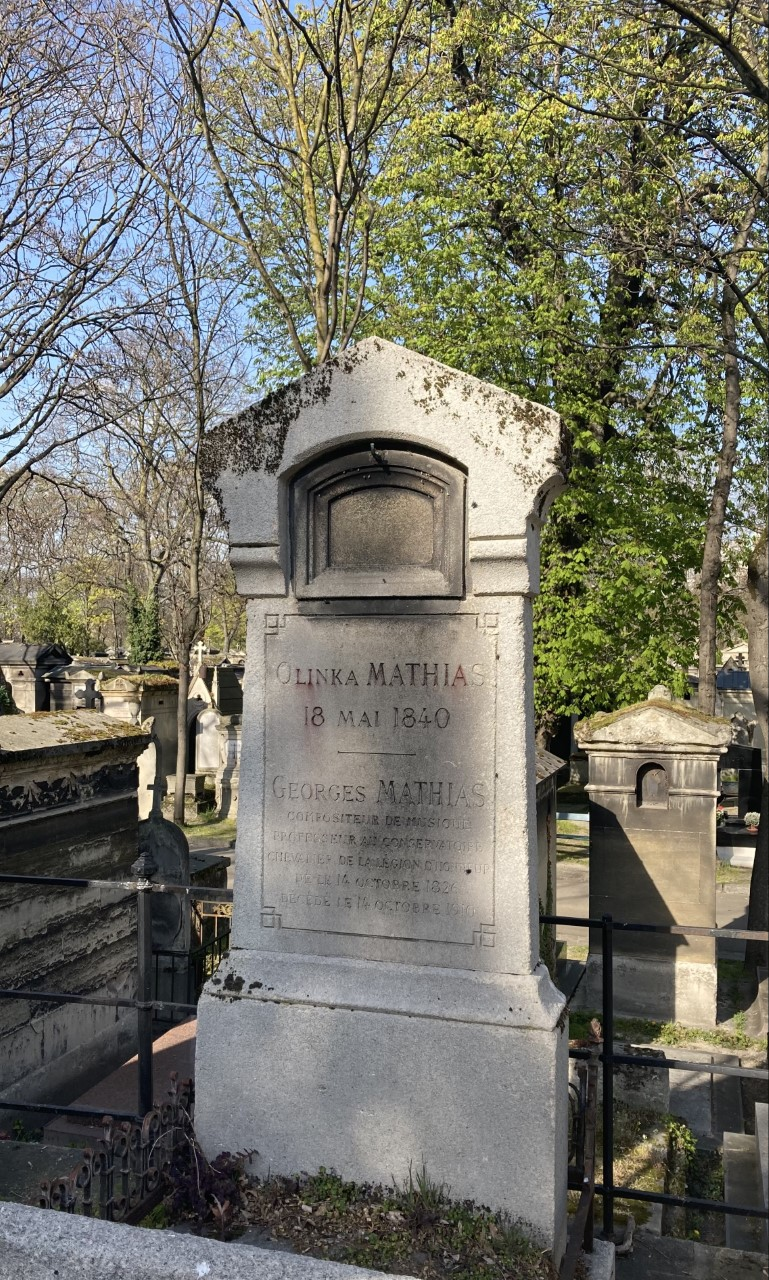

Умер Жорж Матиас в возрасте 84 года в своём доме (район Понтуаз) и был похоронен на монмартрском кладбище. Могила сохранилась до сих пор.

## Произведения
Как композитор Матиа оставил симфонию, два фортепианных концерта, увертюры «Гамлет» и «Мазепа», шесть фортепианных трио, множество небольших фортепианных пьес, две полных тетради этюдов (по 24 в каждой), и ещё одну тетрадь — в 12 этюдов, транскрипции и переложения (в частности, клавирную версию некоторых сцен из «Волшебной флейты» Моцарта). Самые известные хоровые произведения Матиа — кантаты «Скованный Прометей» и «Олаф», а также лирическая сцена «Жанна д’Арк». Сборник избранных фортепианных пьес Матиа (в две и в четыре руки) был выпущен ещё при его жизни издательством Брандюса.